# Slatina (Novi Pazar)
Pour les articles homonymes, voir Slatina.
Slatina (en serbe cyrillique : Слатина) est un village de Serbie situé sur le territoire de la ville de Novi Pazar, district de Raška. Au recensement de 2011, il comptait 247 habitants.

## Démographie

### Évolution historique de la population
| 1948 | 1953 | 1961 | 1971 | 1981 | 1991 | 2002 | 2011 |
| ---- | ---- | ---- | ---- | ---- | ---- | ---- | ---- |
| 509  | 582  | 595  | 510  | 497  | 361  | 297  | 247  |

|  |